# توشو دايموس
توشو دايموس (بالإنجليزية: Tosho Daimos) (باليابانية: 闘将ダイモス) هو مسلسل أنمي عن الميكا وهو من تأليف وإخراج تاداو ناغاهاما في عام 1978م وأنتجته كل من ستوديو نيو وسنرايز وتوي أنيميشن. يتكون المسلسل من 44 حلقة مدة عرض كل منها 30 دقيقة. وهذا المسلسل هو الجزء الثالث من ثلاثية الروبوتات الرومانسية.

## القصة
يتدمر كوكب «برام» بفعل عوامل الطبيعة عليه، ويستوطن الناجون منه بمراكبهم حول زحل، لكنهم يجدون الملاذ في كوكب الأرض، فيعملون على عقد معاهدة مع أهل كوكب الأرض للهجرة إليه والسكن فيه، فيتوجه كل من الجنرال «رايون» ممثلا الناجين من كوكب برام والعالِم المعروف دكتور «إيزامو ريوزاكي» ممثلا كوكب الأرض إلى الاجتماع المعقد للمعاهدة، لكن الجنرال رايون يُقتل في ظروف غامضة أثناء الاجتماع، ويكون مستشاره الشخصي «أولبان» وراء ذلك، يشك البراميون بأن الأرضيين قاموا بقتله، ووسط الفوضى يُقتل الدكتور ريوزاكي، وبذلك تُعلّق المفاوضات. يتسلم أولبان السُلطة ويأمر الادمرال «ريتشار» ابن الجنرال رايون بغزو الأرض، فيُحدث الأخير الدمار في كافة أصقاعها مستخدما جيشه الآلي «جنود الميكا».
يعود رائد الفضاء الشاب «كازويا ريوزاكي» ومعه صديقه «كيوشيرو يوزوكي» من الفضاء إلى الأرض حاملا معه معدن «دايمولايت»، وفي مختبر «دايموبك» يستخدم مدير المختبر الدكتور «شينئيشيرو آيزومي» كبسولة المعدن في الشاحنة الضخمة «ترانزور» التي صممها هو والدكتور إيزامو، إذ يتشكل من هذه الشاحنة سلاح الأرض السري وخط الدفاع الأخير ضد غزو البارميين؛ الآلي الخارق «دايموس». وبرغبة من الدكتور إيزامو سابقا يُعهد إلى ابنه كازويا قيادة دايموس الذي تم تصميمه بشكل خاص لمحاكاة قدرات كازويا القتالية في الكاراتيه.
تظهر الفتاة الغامضة «إيريكا» التي يقع كازويا في حبها، وما تلبث هي كذلك أن تبادله نفس الشعور. يُكتشف بعد وقت أن إيريكا هي أخت الادمرال ريتشار الذي يهم بمحاربة كازويا، إلا أن ذلك لا يغير من حبهما لبعضهما بشيء، وفي خضم الحرب والكفاح والتفرق والالتقاء يتعلم كلاهما بأن ليس كل أفراد شعوب الطرف الآخر أشرار، كما ليس كل أفراد شعبيهما أخيار.

## الشخصيات

### الأرضييون
- كازويا ريوزاكي

هو بطل المسلسل وملاح دايموس، وهو حاصل على الحزام الأسود في الكاراتيه، ويستخدم قدرته تلك في قتال البراميين من خلال تصميم دايموس لمحاكاة حركات ملاحه، قام الدكتور آيزومي بتربيته بعد موت والده، وبتلقينه فنون الكاراتيه. يقع في حب إيريكا عند مقابلته لها.
- كيوشيرو يوزوكي

هو صديق كازويا وملاح المقاتلة النفاثة غالفا إف اكس II، كما أنه مبارز متمرس بالسيف. يأخذ موضوع الحرب ضد البراميين بجدية شديدة.
- نانا آيزومي

هي حفيدة الدكتور آيزومي، وهي رامية ممتازة وتساعد في قيادة غالفا إف اكس II في بعض الأحيان.
- شينئيشيرو آيزومي

هو صديق الدكتور إيزامو ريوزاكي والد كازويا، كما أنه ملقن كازويا فنون الكاراتيه. بدأ بإدارة مختبر دايموبك بعد مقتل الدكتور ريوزاكي.
- كايرو

هو روبوت مساعد للدكتور آيزومي في مختبر دايموبك، ويبدي ملاحظات مهمة في كثير من الأحيان، لكنه في أحيان أخرى يتصرف ببلاهة.
- ساكاموري ميوا

هو قائد جيش كوكب الأرض يتصف بالتعصب والرغبة الجامحة بتدمير الغزاة. يسعى إلى السيطرة على مختبر داموبك والتحكم بدايموس، لكنه يفشل في مسعاه.
- إيزامو ريوزاكي

هو مؤسس مختبر دايموبك ومصمم دايموس. يُقتل في اجتماع معاهدة الهجرة المعقد بين الأرضيين والبراميين.

## روابط خارجية
- توشو دايموس على موقع IMDb (الإنجليزية)
- توشو دايموس على موقع كينوبويسك (الروسية)
- توشو دايموس على موقع قاعدة بيانات الفيلم (الإنجليزية)
- توشو دايموس على موقع ANN anime (الإنجليزية)